# Flussfahrt ins Verderben
Flussfahrt ins Verderben (Originaltitel: Dangerous Waters) ist eine amerikanisch-italienische Koproduktion aus dem Jahre 1999. Regie führte Catherine Cyran.

## Handlung
Witwe Sarah Slavin fährt mit ihrem neuen Freund Bob und den Kindern Chrissie und Gus zu einem Raftingausflug an einen Fluss. Während ihres Ausflugs kommen sie ausgebrochenen Häftlingen in die Quere, die auf der Suche nach einem Rucksack mit Geld sind. Bob stellt sich als Mitwisser des Ausbruchs heraus und kidnappt die Familie.

## Kritik
„Gut gespielter (Fernseh-)Thriller vor beeindruckender Naturkulisse.“